# Oxytropis micrantha
Oxytropis micrantha är en ärtväxtart som beskrevs av Aleksandr Andrejevitj Bunge. Oxytropis micrantha ingår i släktet klovedlar, och familjen ärtväxter. Inga underarter finns listade i Catalogue of Life.